# マツダ・先駆
マツダ・先駆（マツダ・せんく、Mazda Senku）は2005年に発表されたコンセプトカーである。

## 概要
先駆は「大人のための4シーターロータリースポーツ」をテーマに、環境や安全への配慮、少子高齢化などの社会構造や価値観の変化に対応しながら、マツダ独自のZoom-Zoomな走りをこれからも提供していくとのマツダの決意を実現するコンセプトスタディの一端である。
デザインでは「シャープネス＆メローネス」をコンセプトとし、鋭利さと優美さを融合して次世代の上質感の美学を追求。ロングホイールベースにオーバーハング、大径タイヤが醸し出す浮遊感、フライング・ウイングと呼ばれるスライドドアなどがデザインの特徴。
パワートレインは、ホイールベース間に次世代のガソリン直噴ロータリーエンジン「13B-DI」とハイブリッドユニットを配置した「直噴REハイブリッド」が搭載される。